# Biserica de lemn Sfinții Arhangheli din Jugăstreni

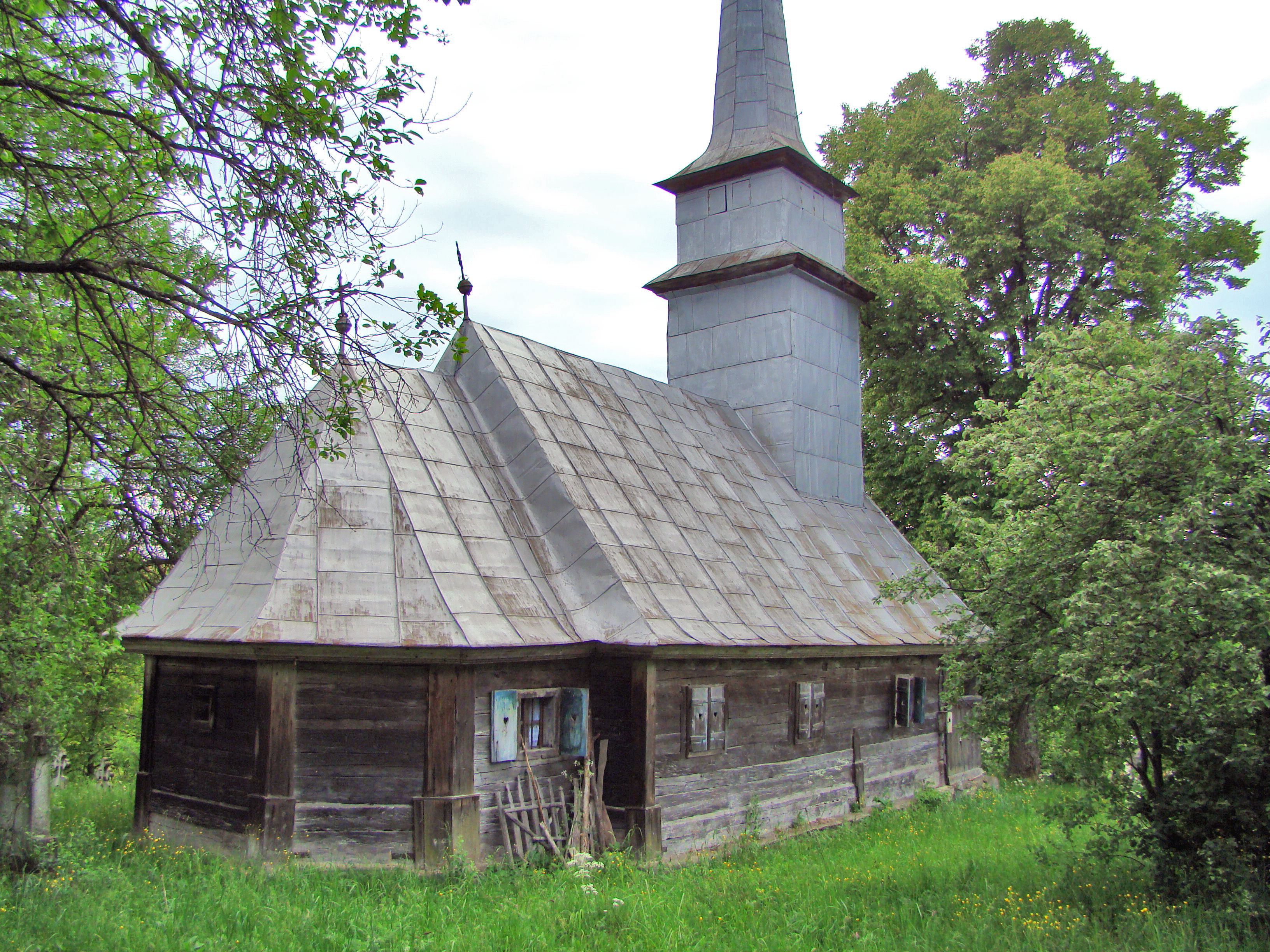
Biserica de lemn „Sfinții Arhangheli Mihail și Gavriil” din Jugăstreni, comuna Vima Mică, județul Maramureș, foto: mai 2009.

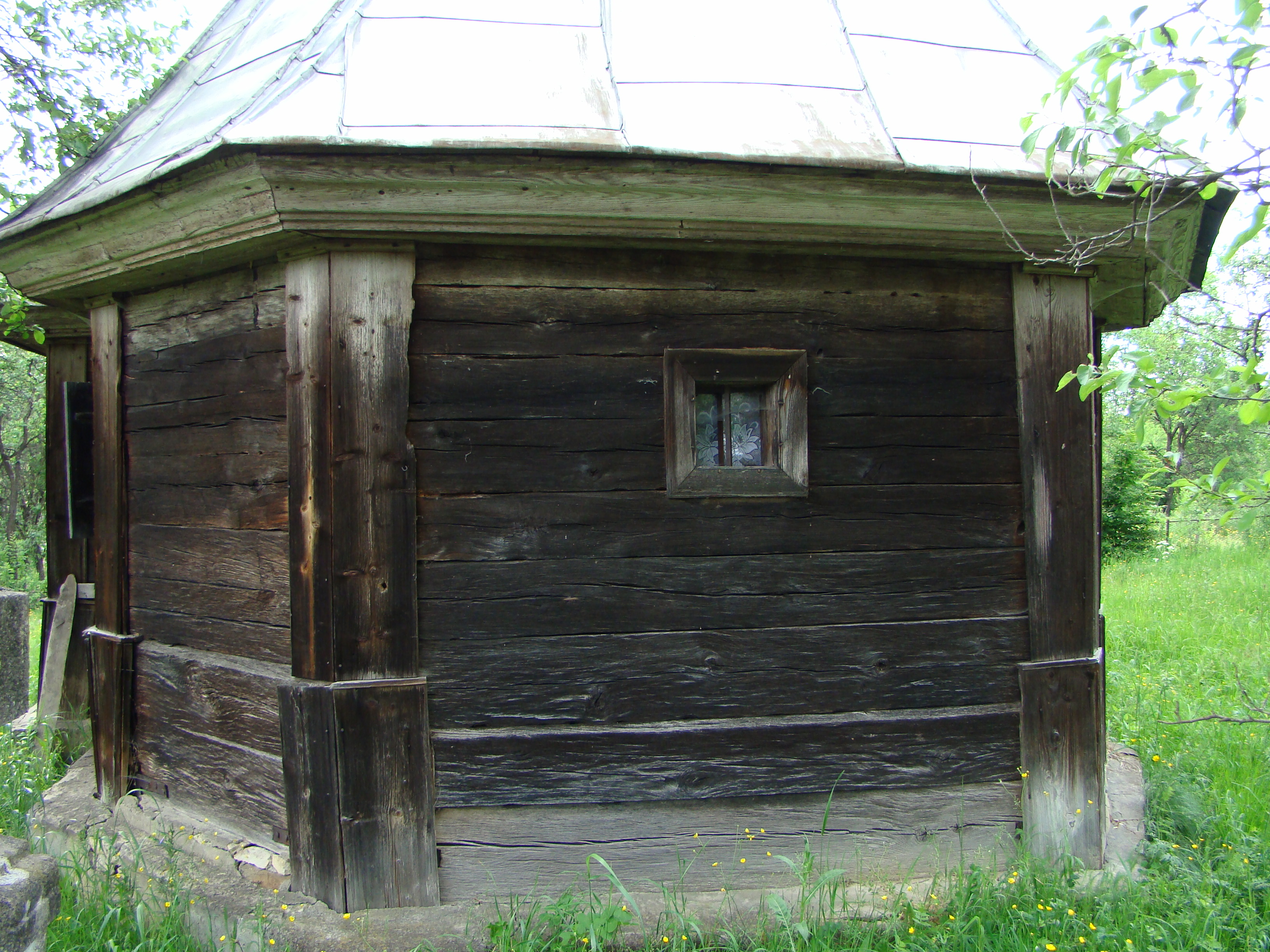
Absida altarului

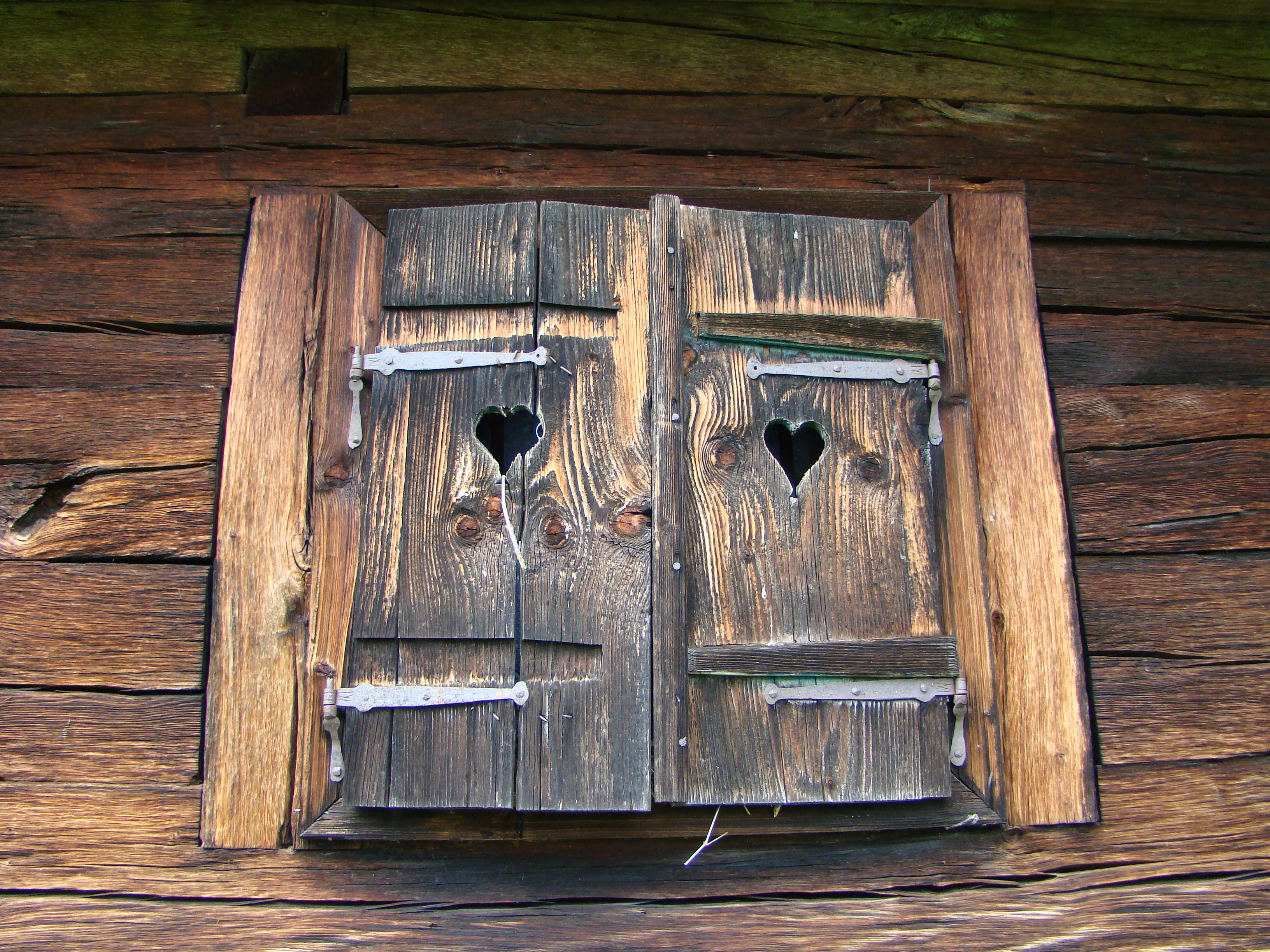
Ferestre cu obloane cu motive decupate

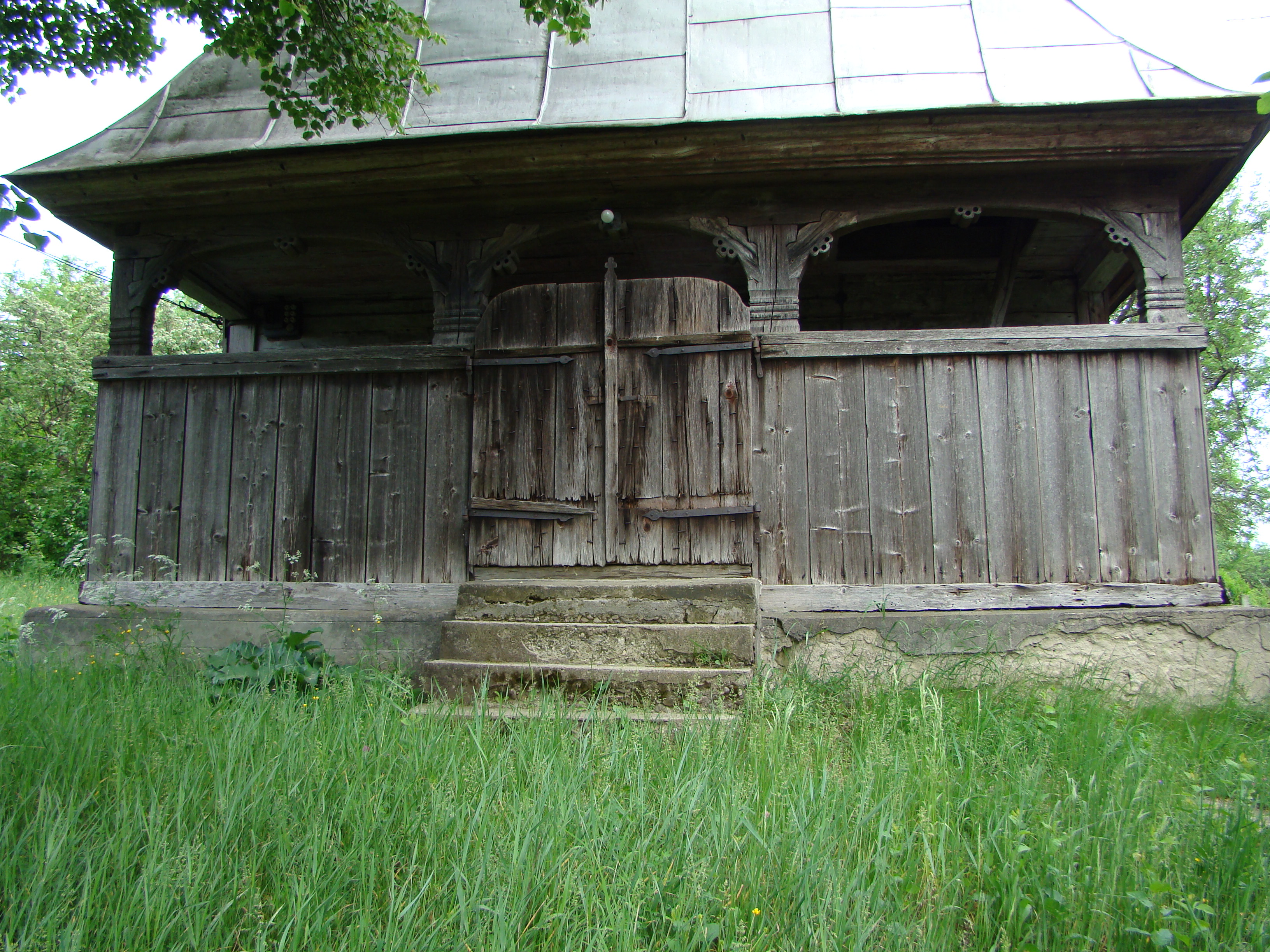
Pridvorul monumental de pe latura vestică

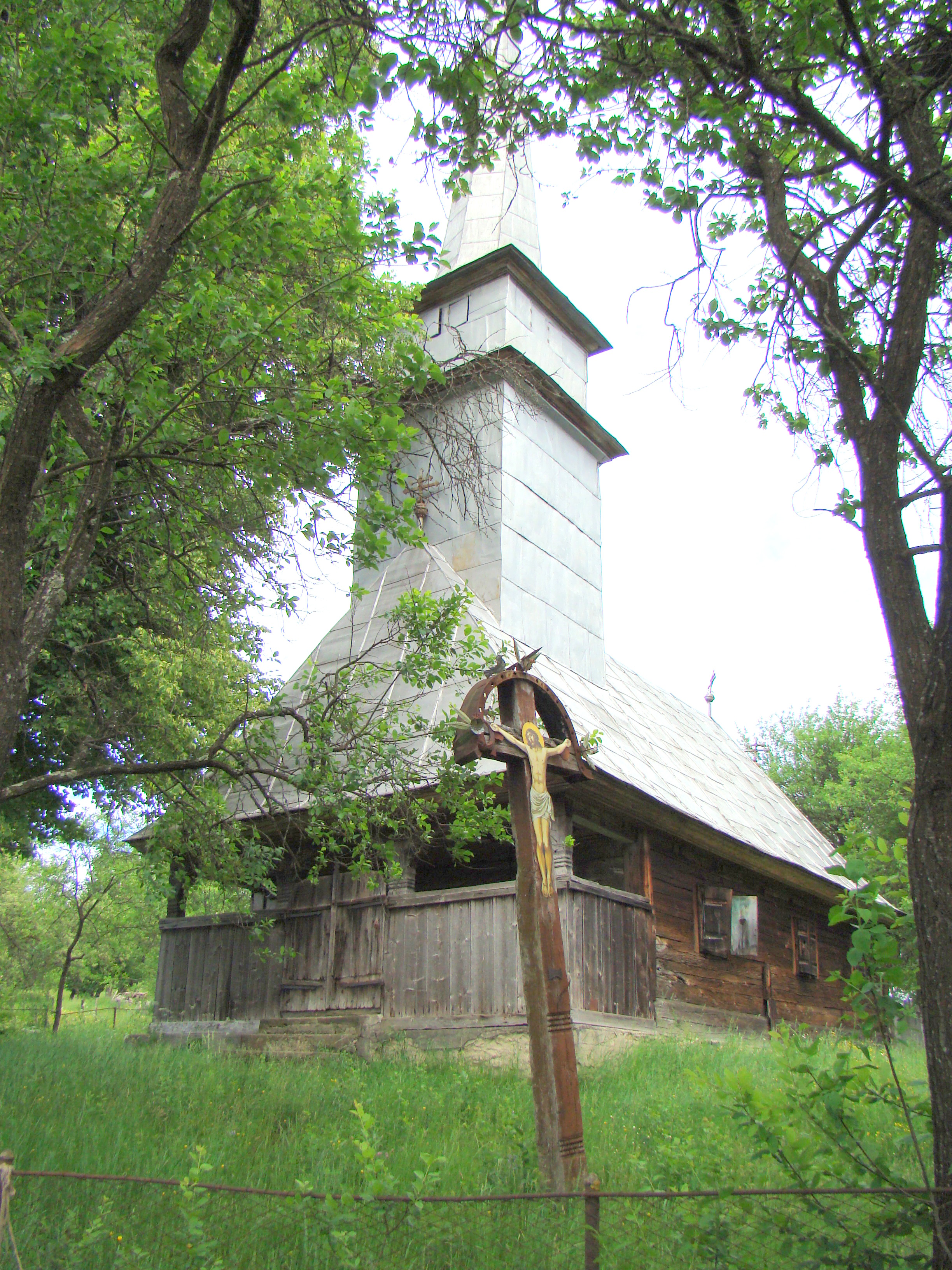
Biserica (sud-vest)

Biserica de lemn din Jugăstreni, comuna Vima Mică, județul Maramureș datează din anul 1861. Are hramul „Sfinții Arhangheli Mihail și Gavriil”. Biserica se află pe noua listă a monumentelor istorice sub codul LMI:  MM-II-m-B-04593.

## Istoric și trăsături
Biserica de lemn „Sfinții Arhangheli Mihail și Gavril” din Jugăstreni a fost construită între anii 1846-1866. De ridicarea bisericii este legat numele meșterului lemnar Horța, meșter cunoscut în zona Lăpușului în perioada respectivă. Planimetria este cea frecventă, pridvor, pronaos, naos și altar poligonal, decroșat, cu cinci laturi. 
Acoperișul, unitar, are turnul-clopotniță cu coiful în formă octogonală și învelit în tablă, asemenea întregului acoperiș. 
Biserica a fost pictată, conform insripției, în anul 1866. În pronaos sunt zugrăvite „Fecioarele nebune” și „Fecioarele înțelepte”, cu numele scris pentru fiecare în parte, detaliu mai puțin frecvent ca, de altfel, și prezența Sf. Mucenice Etecla.
În naos este insripționat anul 1866, flancat de Sf. Aron și de Ioan Botezătorul, cu Heruvimi pe margini. Pictura din naos prezintă Patimile lui Iisus, iar pe boltă „Înălțarea la cer a profetului Ilie”, Enoh și Evangheliștii care înconjoară pe Fecioara Maria.
Pe iconostas, în medalioane, sunt pictați cei opt Prooroci ai neamului evreiesc, iar deasupra ușilor împărătești sunt pictați Sf. Toma, Sf. Luca, Sf. Andrei și Sf. Filip.
Patrimoniul mobil este format din mai multe cruci de închinare și ceremonialuri, pictate pe ambele fețe, icoane pe lemn din secolul XIX și sfeșnice din bronz din aceeași perioadă.

## Galerie de imagini

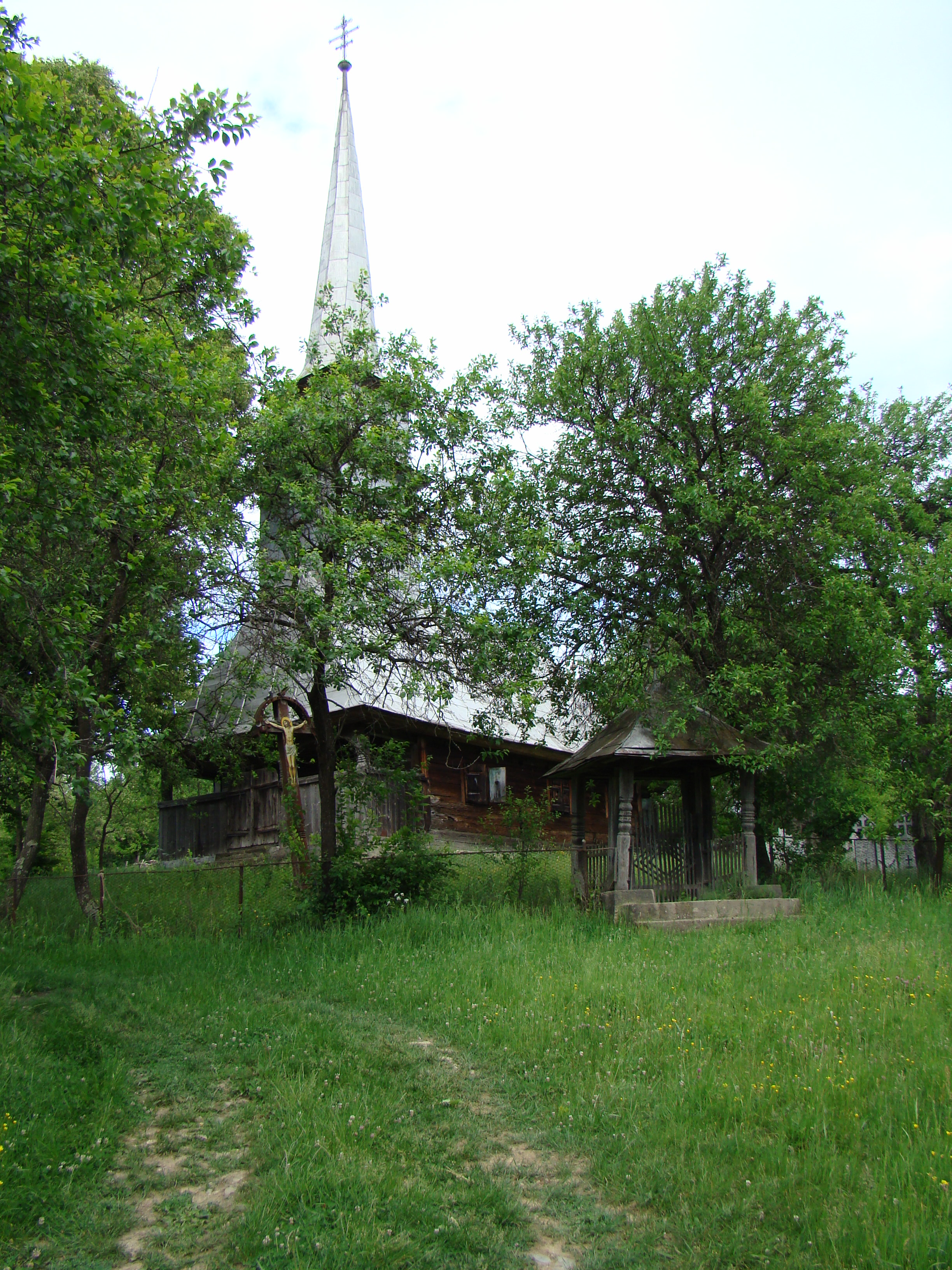
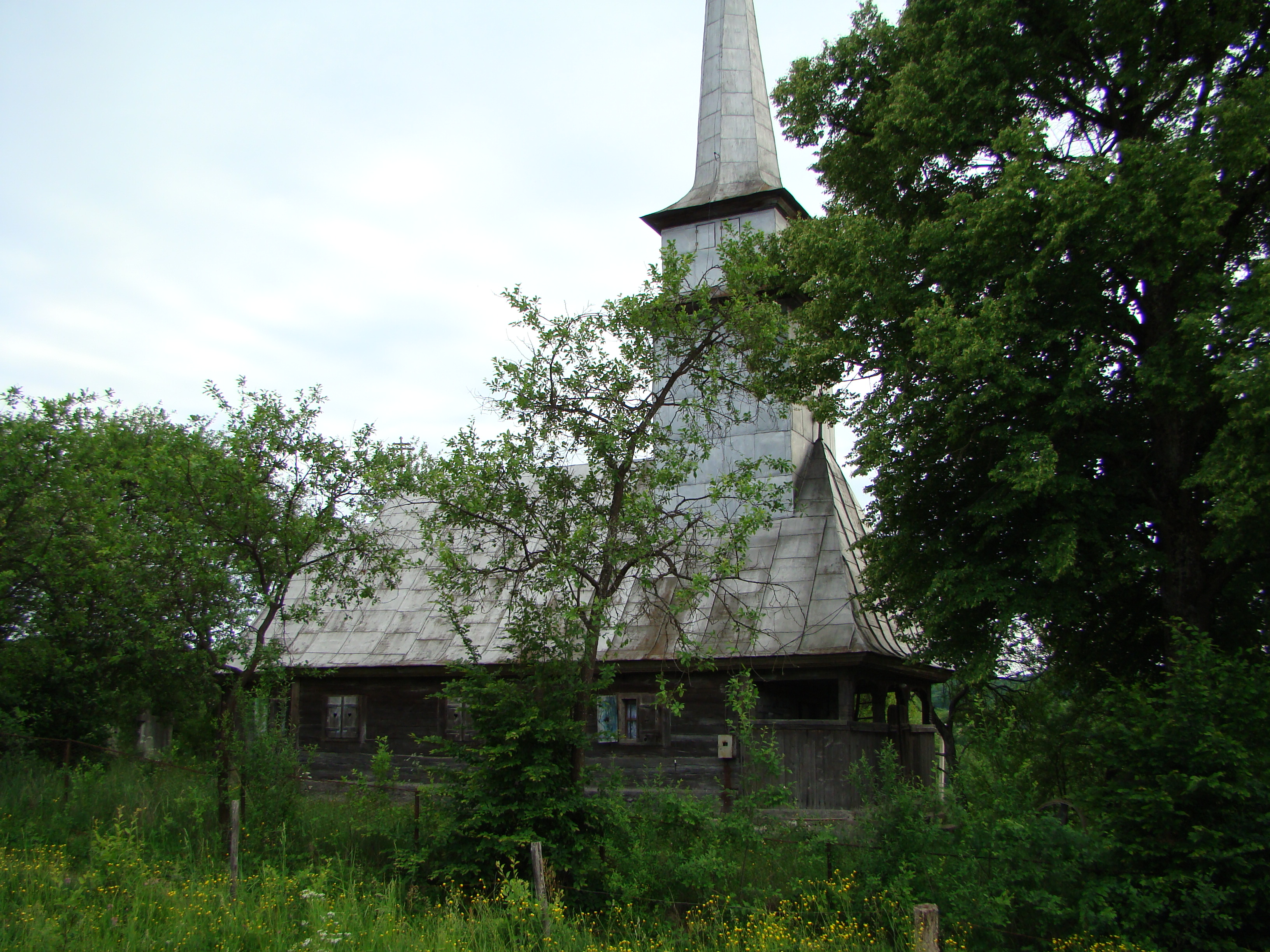
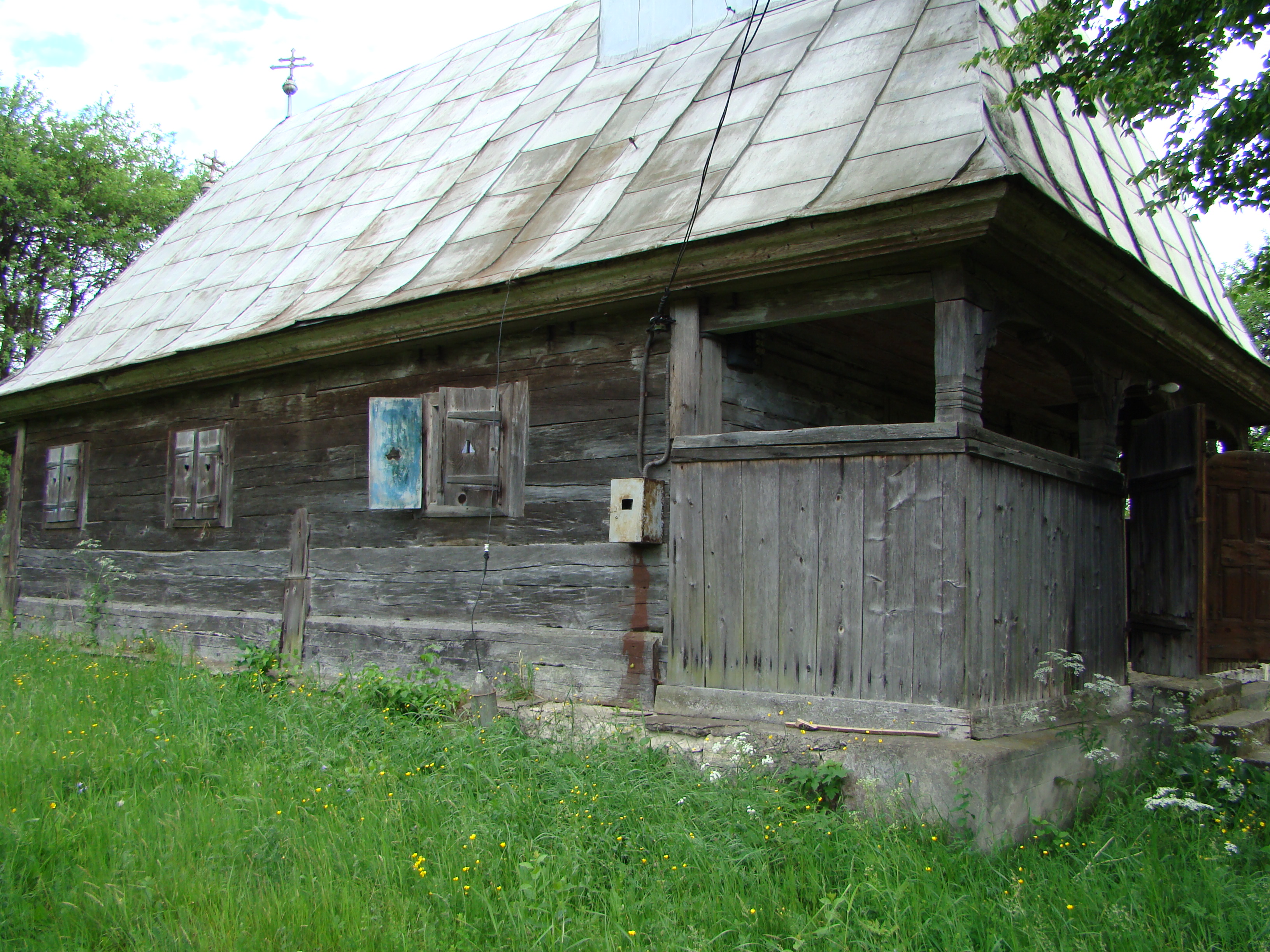
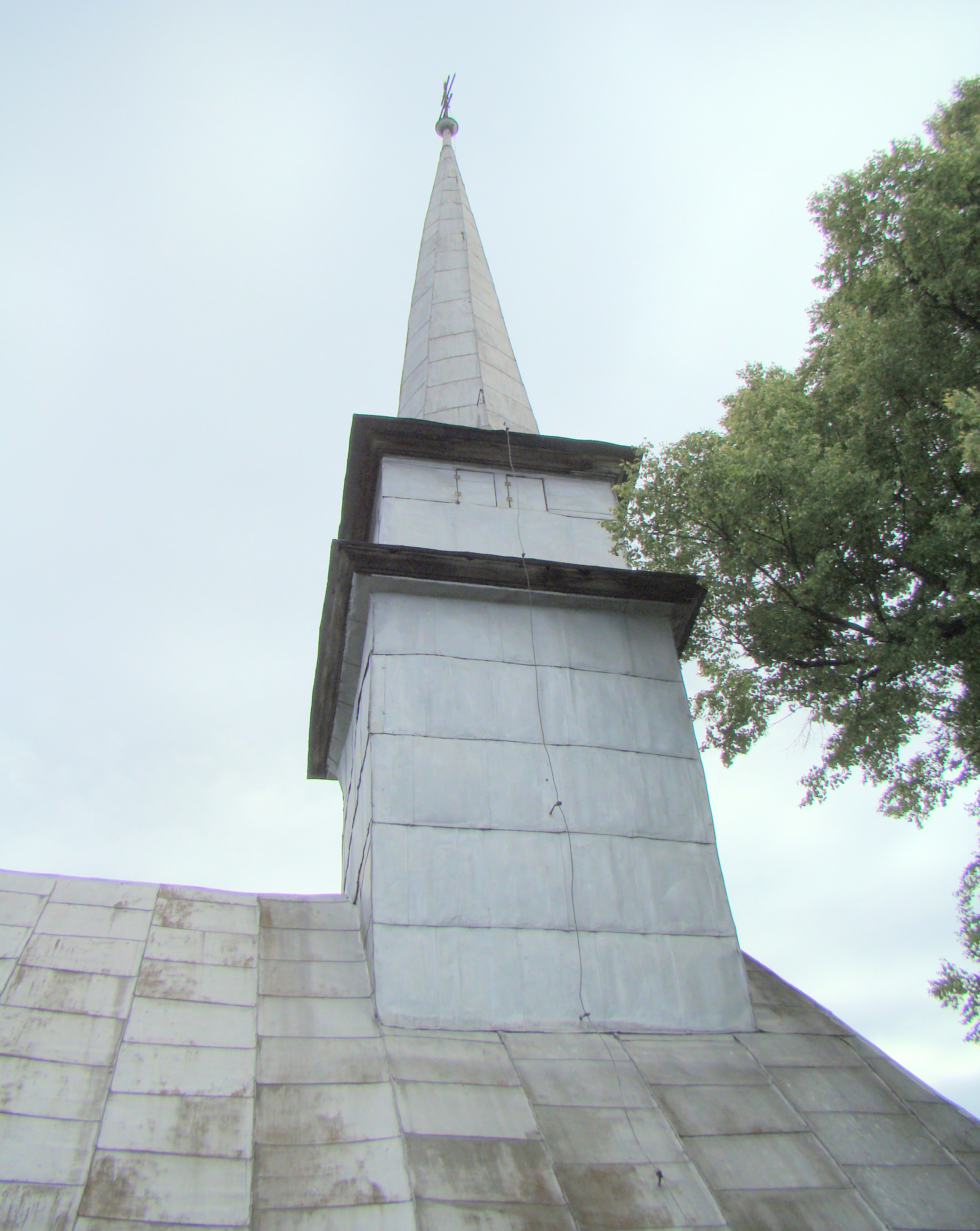
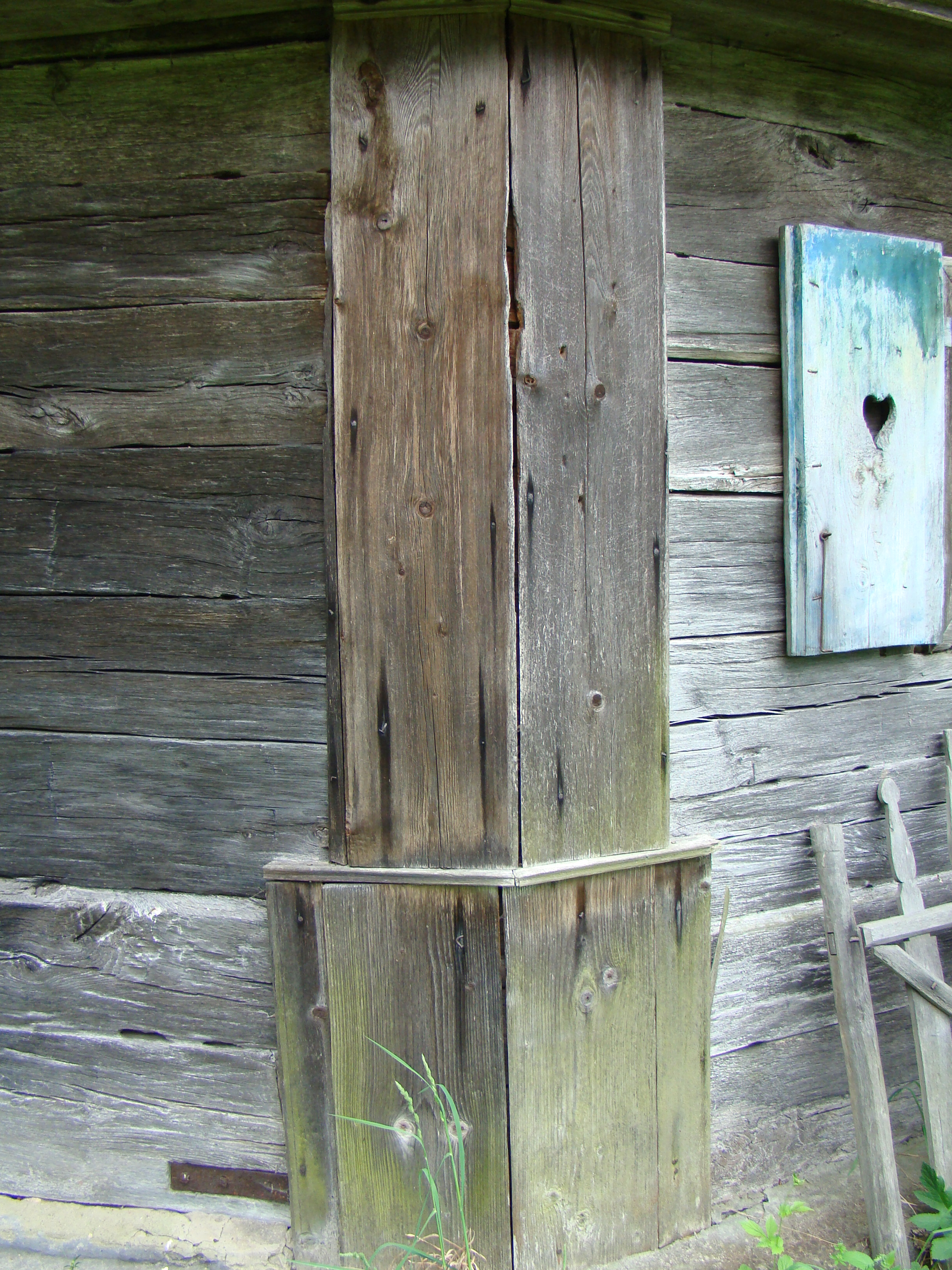
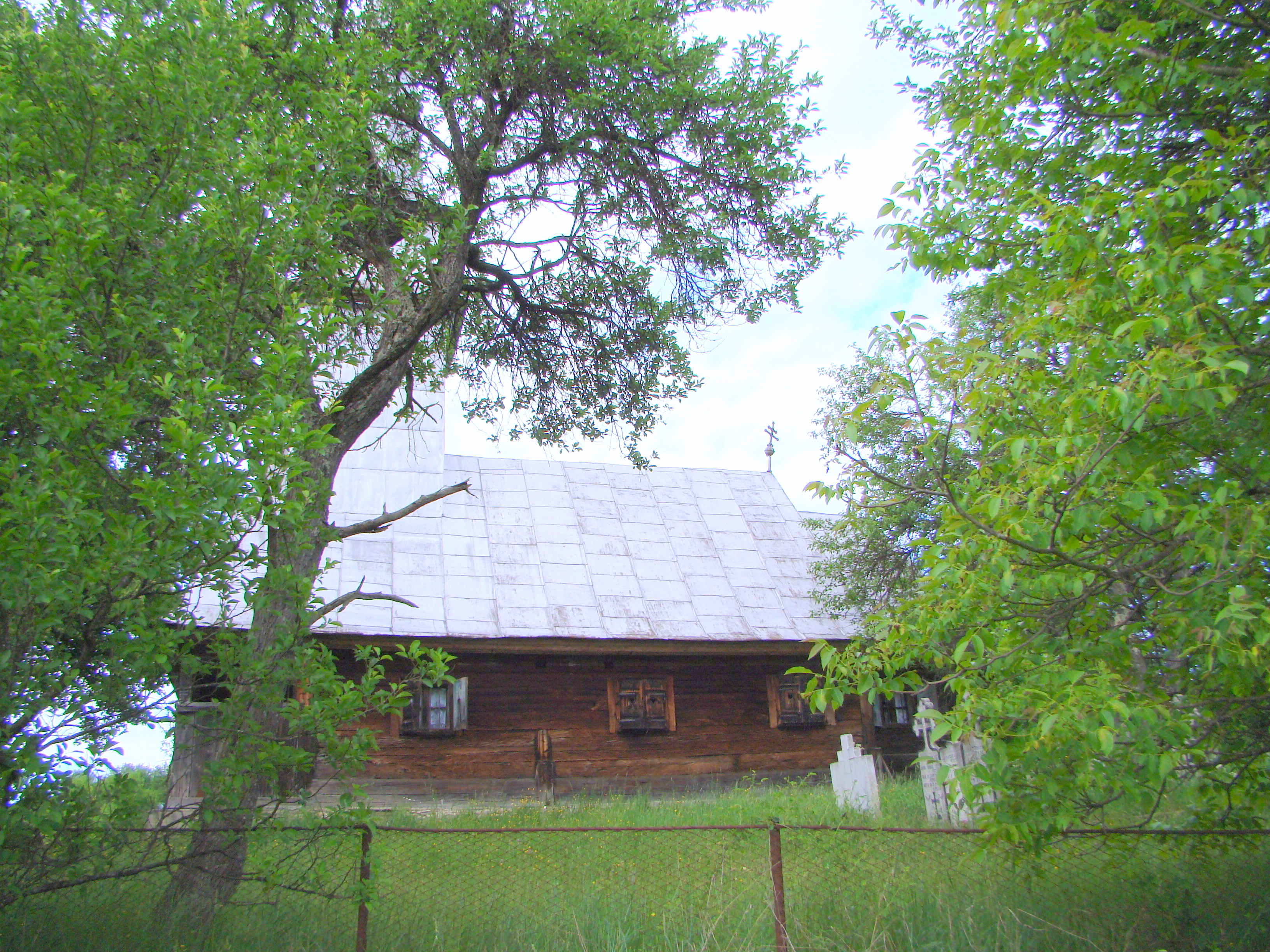
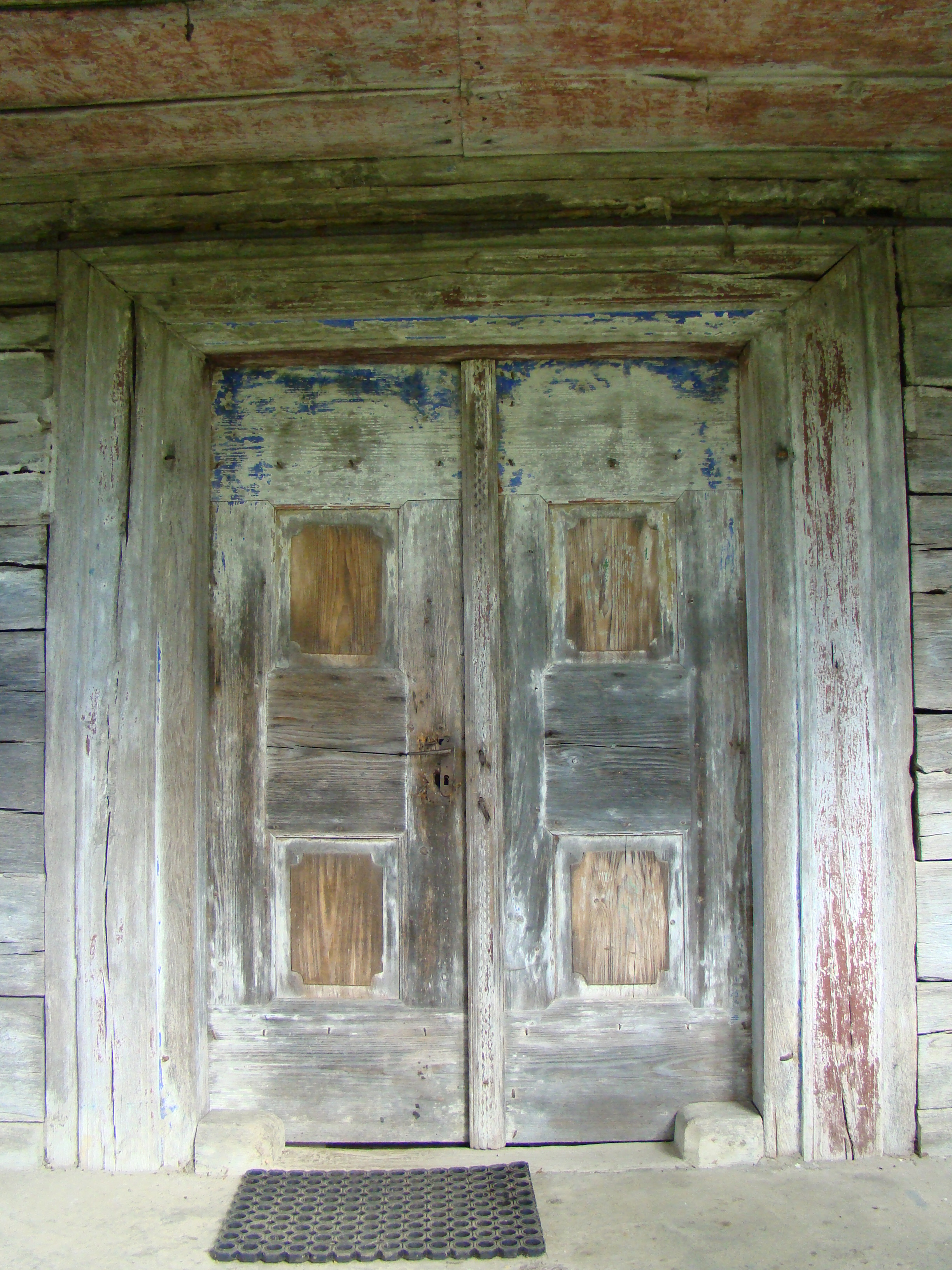
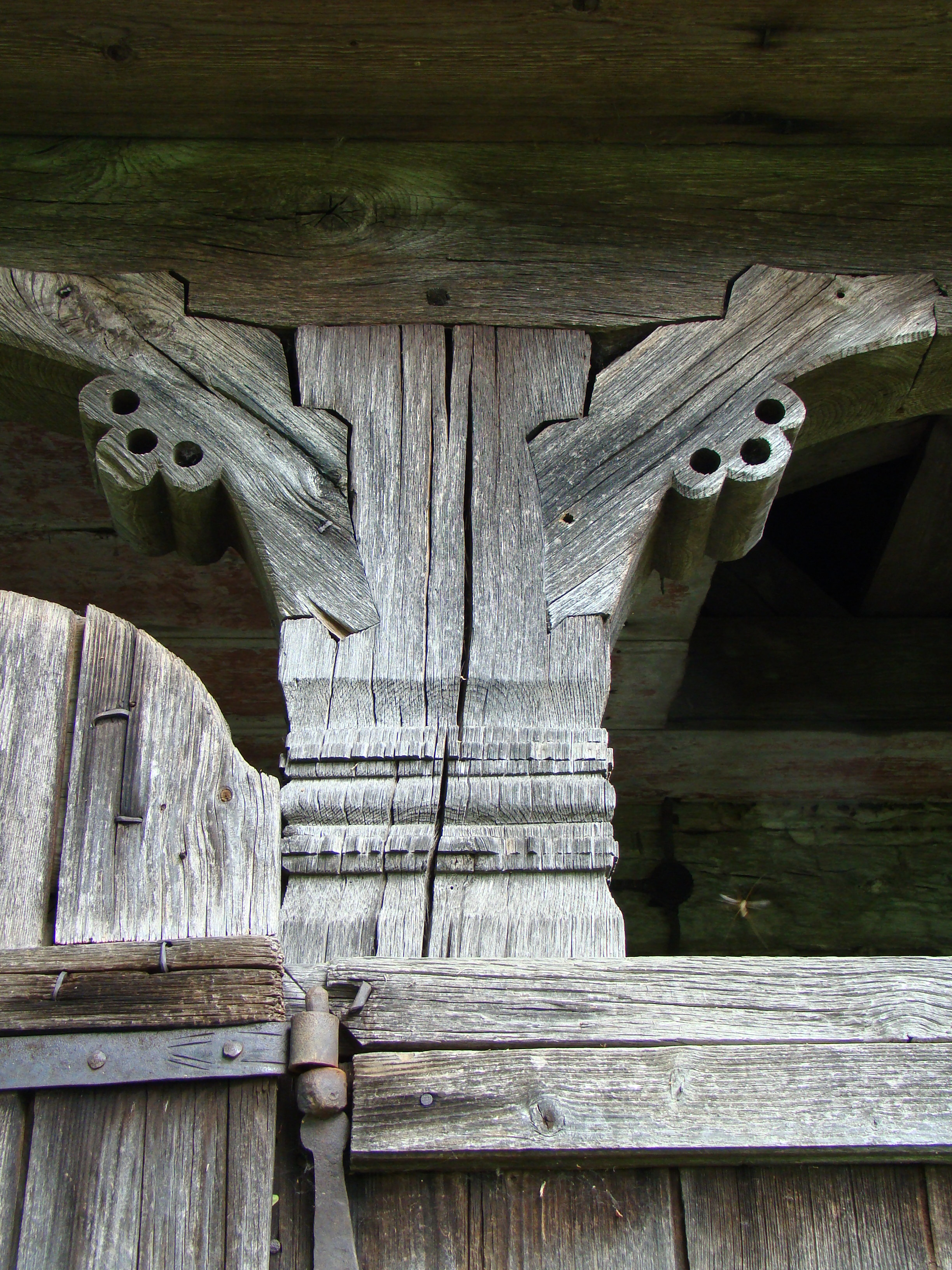
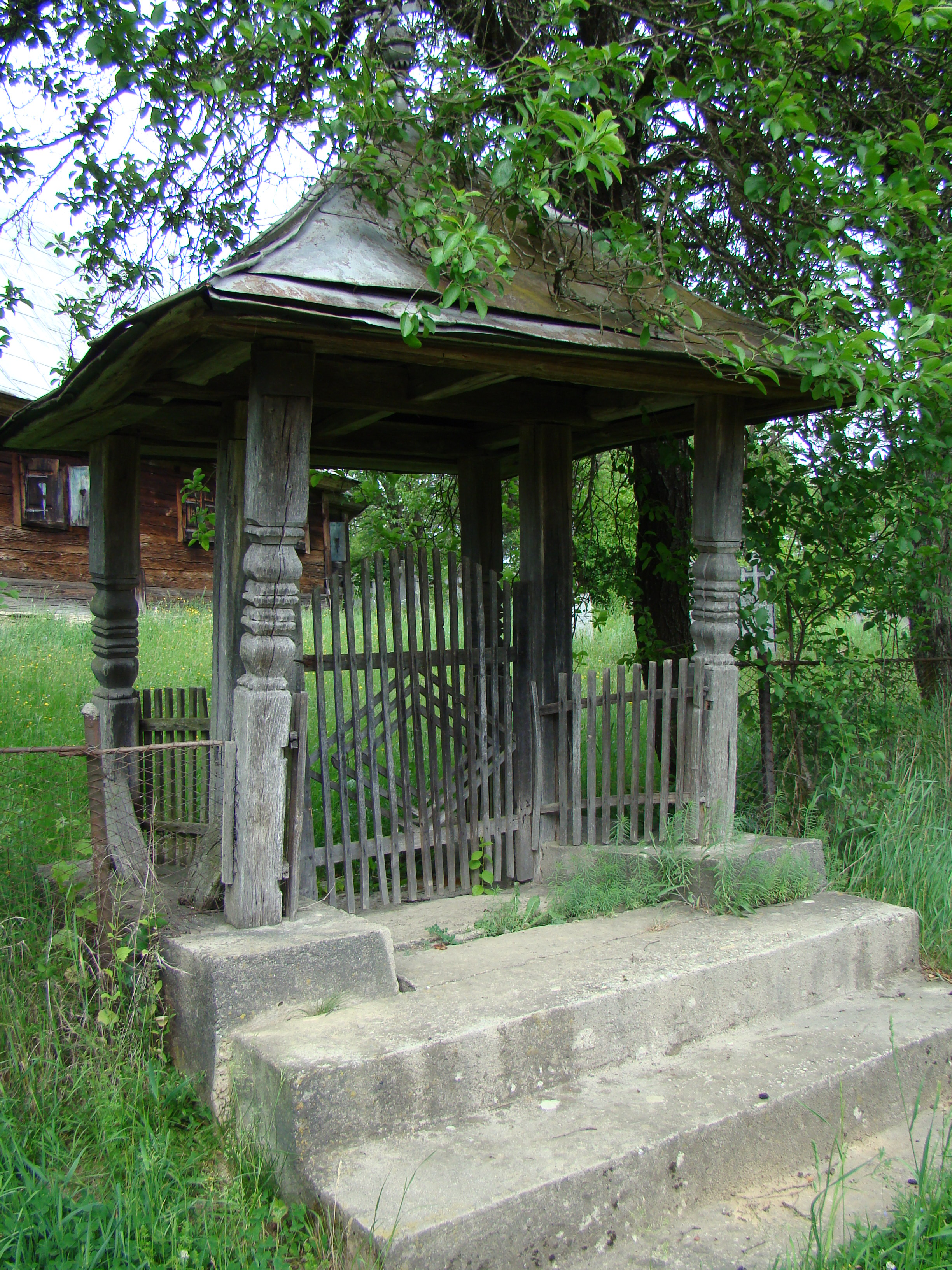
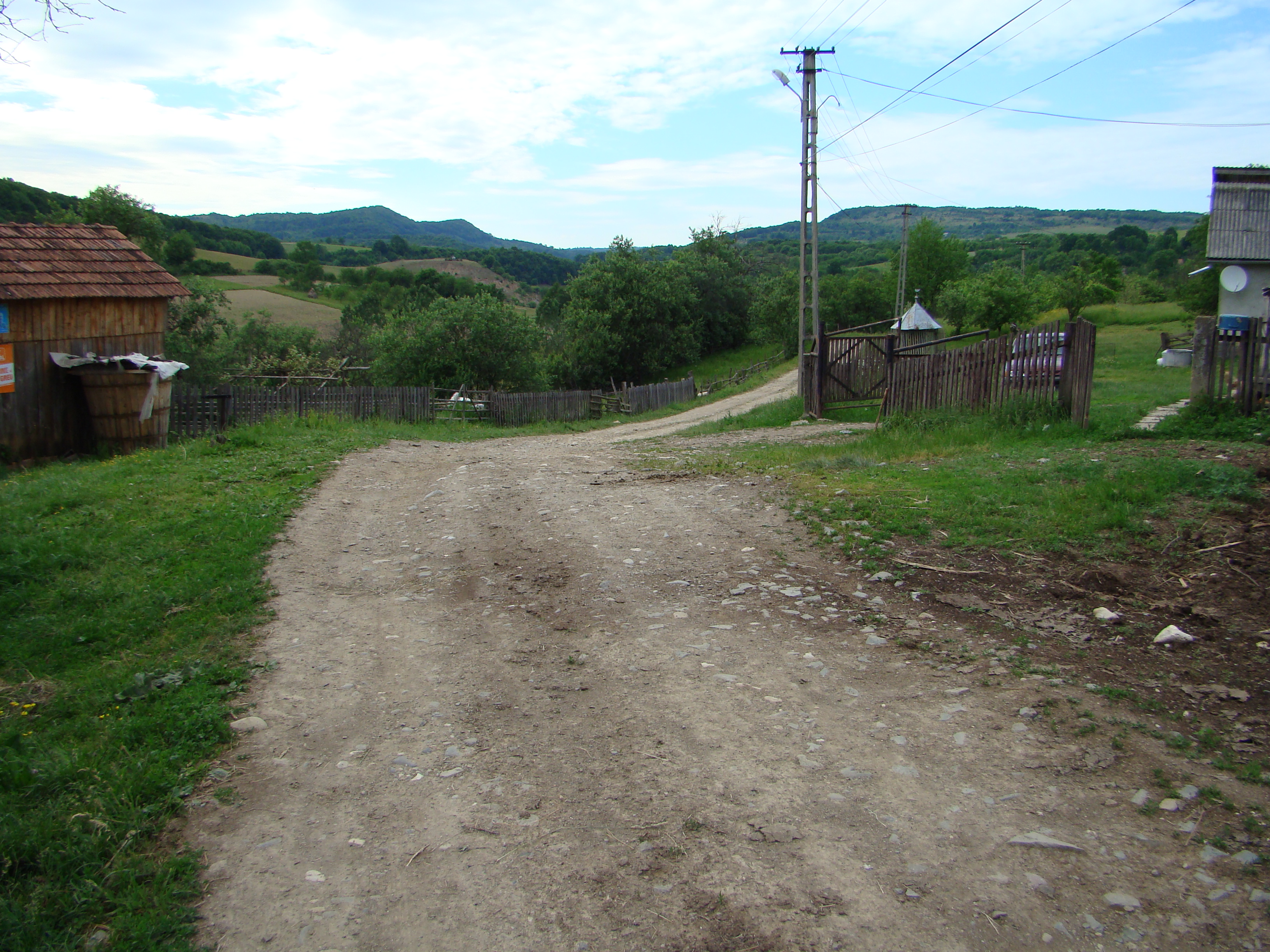